# Arthur Pendleton Bagby, Jr
Arthur Pendleton Bagby, Jr. (17 mai 1833 - 21 février 1921) est un avocat, éditeur et un colonel de l'armée des États confédérés lors de la guerre de Sécession. Le général confédéré E. Kirby Smith, commandant le département du trans-Mississippi affecte Bagby à un poste de brigadier général le 13 avril 1864, avec une date d'effet du 17 mars 1864 et en tant que major général le 16 mai 1865. Ces nominations extra-légales ne sont pas rendues officielles par une nomination au grade d'officier général du président confédéré Jefferson Davis ou par une confirmation du sénat confédéré,.

## Avant la guerre
Bagby naît à Claiborne (Alabama) (en) le 17 mai 1833. Il est le fils du gouverneur de l'Alabama Arthur P. Bagby et de sa seconde femme, Anne Connell. Il fait sa scolarité à Washington. Il entre à l'Académie militaire de West Point en 1847. En 1852, à l'âge de 19 ans, il est le plus jeune diplômé à obtenir une commission de brevet second lieutenant d'infanterie dans le 8th U.S. Infantry Regiment,,. Il est affecté à fort Columbus (en) entre 1852 et 1853, et part pour effectuer un service aux frontières au fort Chadbourne (en) en 1853. Bagby démissionne le 30 septembre 1853 pour étudier le droit et est admis au barreau en Alabama en 1855. Il exerce à Mobile (Alabama), jusqu'en 1858, où il part pour Gonzales (Texas) où il exerce jusqu'au début de la guerre de Sécession,. Là-bas, il se marie avec Frances Taylor en juin 1860.

## Guerre de Sécession
Le 12 octobre 1861, Bagby rejoint l'armée des confédérés, et sert en tant que commandant dans le 7th Regiment of Texas Mounted Volunteers,. Bagby sert dans l'armée du Nouveau-Mexique du brigadier général Henry Hopkins Sibley pendant la campagne du Nouveau-Mexique de février à avril 1862. Pendant que la force principale de Sibley se met en mouvement vers la bataille de Valverde et celle de Glorieta Pass, les hommes de Bagby sont affectés à la garde de plusieurs villes du Nouveau-Mexique,. Bagby est promu lieutenant-colonel le 4 avril 1862,. Après la retraite de Sibley du Texas, Bagby est accusé d'ivresse. Il donne sa démission après cette accusation mais le département à la guerre confédéré la refuse et l’innocente au cours d'un procès en cour martiale qui s'est tenu pour cela,,.
Bagby est promu colonel le 15 novembre 1862,. Lors de la seconde bataille de Galveston, le 1er janvier 1863, Bagby mène ses « Horse Marines » sur une canonnière improvisée pour capturer l'USS Harriet Lane (en).
Le 7th Texas Cavalry Regiment combat démonté lors de la bataille de Fort Bisland ou bataille de Berwick Bay le 13 avril 1863,. Bagby est blessé au bras pendant la bataille mais ne quitte le champ de bataille qu'après que l'attaque de l'armée de l'Union soit repoussée,,. Quand le brigadier général Thomas Green est promu au commandement de la division, Bagby est placé à la tête de la brigade. Au sein de l'armée de Louisiane occidentale, il commande la brigade à la bataille de Stirling's Plantation (Battle of Fordoche Bridge), à la bataille du Bayou Bourbeau (en) et à la bataille de Mansfield pendant la campagne de Red River. La cavalerie de Bagby mène des actions de harcèlement contre la retraite de l'armée de l'Union commandée par le major général Nathaniel P. Banks entre Mansfield et Simmesport (Louisiane).
Le général E. Kirby Smith avait précédemment recommandé Bagby pour une promotion,. En l'absence de réponse à sa requête, et malgré son absence d'autorité formelle pour prononcer des promotions, Smith affecte Bagby à un service de brigadier général le 13 avril 1864, avec une date de prise de rang au 17 mars 1864,.
La brigade de cavalerie de Bagby est renommée pour être l'une des meilleures du département du trans-Mississippi. Bagby commande une brigade sous les ordres du brigadier général Hamilton P. Bee pendant un temps avant de replacer Bee au commandement à la mi-mai 1864. En septembre 1864, Bagby prend le commandement d'une nouvelle brigade de trois régiments de cavalerie du Texas dans le 2d Cavalry Division,. Au début de 1865, Smith affecte Bagby à un commandement permanent d'une division de cavalerie,.
Le 16 mai 1865, après la reddition des armées de Robert E. Lee et de Joseph E. Johnston, le sénat confédéré tient sa dernière session et Jefferson Davis a été capturé par les troupes de l'Union, Le général E. Kirby Smith affecte Bagby à un poste de major général,,. Smith n'a aucune autorité pour promouvoir les officiers aux grades de généraux et le président confédéré et le sénat ne sont plus en mesure de nommer ou de confirmer les officiers généraux en mai 1865.

## Après la guerre
Après la guerre, Bagby s'installe à Victoria (Texas), reprend ses activités d'avocat, et est l'adjoint d'un éditeur d'un journal local entre 1870-1871, le Victoria Advocate,. Il déménage plus tard à Hallettsville (Texas), où il poursuit ses activités d'avocat et devient un membre éminent du barreau de l'État. Il a deux enfants, William T. Bagby et A. P. Bagby.
Arthur Pendleton Bagby, Jr., est le dernier survivant de sa promotion de West Point. Il meurt à Halletsville (Texas) le 21 février 1921,. Il est enterré dans le cimetière de la ville d'Halletsville,.